# Liste der Mitglieder des Landtages (Freistaat Mecklenburg-Strelitz) (2. Wahlperiode)
Diese Liste gibt einen Überblick über alle Mitglieder des Landtags des Freistaates Mecklenburg-Strelitz in der 2. Wahlperiode (1920 bis 1923).

## A
- Hans Anders (WV)
- Wilhelm Anders (Neubrandenburg) (SPD)

## B
- Karl Bartosch (SPD)
- Hermann Bodin (SPD)
- David Botzenhardt (SPD)
- Otto Brauer (WV)

## F
- Max Frick (DNVP)

## G
- Franz Gundlach (Dem.)

## H
- Hans Hanck (SPD)
- Wilhelm Heuer (SPD)
- Wilhelm Holm (SPD)
- Roderich Hustaedt (Dem.)

## J
- Wilhelm Jörß (SPD)

## K
- Richard Klich (SPD)
- Köhler (Dem.)
- Johannes Köhler (Dem.)

## L
- Wilhelm Langbein
- Hans Leuß (SPD)
- Rudolf Lüder (MSPD (1920–1921))
- Fritz Luhmann (WV)

## M
- Lotte Möller (SPD)

## N
- Bernhard Nebe (?)

## O
- Ernst Orgel (Dem.)

## P
- Richard Peters (SPD)

## R
- Franz Radloff (WV)
- Johannes Rechlin (SPD)
- Kurt Freiherr von Reibnitz (SPD)
- Paul Reinke (WV)
- Heinrich Renzow (WV)
- Karl Rhode (SPD)
- Rieck (?)
- Ernst Rosenberg (SPD)

## S
- Wilhelm Sauerwein (?)
- Heinrich Schleiß (SPD)
- Wilhelm Schmidt (Herrnburg) (SPD)
- Karl Schmidt (WV)
- Hermann Schmidt (Userin) (Dem.)
- Ludwig Schmutzler (Dem.)
- Karl Schwabe (WV)
- Wilhelm Sengpiel (SPD)
- Friedrich Stahl (SPD)

## T
- Gustav Tensfeldt (SPD)
- Richard Tiedt (WV)
- Robert Tietböhl (NSDAP)

## U
- Wilhelm Ulm (SPD)

## V
- Wilhelm Viebig (WV)
- Volckmann (?)

## W
- Wilhelm von Waldow (WV)
- Wilhelm Wetzel (WV)
- Ernst Wolter (SPD) (ab 1922)